# IJsselmeerflottielje
Het IJsselmeerflottielje was een vlootverband van de Koninklijke Marine in het IJsselmeer voor en in de meidagen van de Tweede Wereldoorlog. Het was actief van oktober 1939 tot 15 mei 1940.

## Geschiedenis
Bij de mobilisatie van Nederland in 1939 voorzag de Koninklijke Marine een eventuele Duitse invasie in Noord-Holland via het IJsselmeer of een landing achter Stelling Kornwerderzand. Om dit te verhinderen werd het IJsselmeerflottielje opgericht. Het flottielje werd onder het bevel van Commandant Marine Willemsoord, schout-bij nacht H. Jolles, geplaatst, die tevens Commandant Stelling Den Helder was. De Koninklijke Marine had echter weinig materiaal om dit adequaat in te richten. Driekwart van de oorlogsschepen bevond zich in Nederlands Oost-Indië. Volgens de opzet zou het IJsselmeerflottielje uit drie kanonneerboten en bewapende motorsleepboten bestaan. Slechts één oorlogsschip, de rivierkanonneerboot Hr. Ms. Hefring van 1880, kon worden toegevoegd. Dit werd meteen het vlaggeschip van het flottielje. Daarnaast werden in eerste instantie acht amsterdammertjes beschikbaar gesteld, maar door hun lage vrijboord waren deze ongeschikt voor de golfslag van het IJsselmeer. Daarom werden ze al op 21 oktober 1939 vervangen door acht gevorderde motorsleepboten. Dit waren de Adwill II, Albatros, Argri, Nelly, Oranje, Sya, Tema en Zeemeeuw. Voor de bewapening van deze boten waren slechts zes 7,7mm mitrailleurs beschikbaar.
De Duitse inval in Denemarken en Noorwegen op 9 april 1940 leidde tot versterking van het flottielje met de torpedoboot Hr. Ms. Z 3 van 1920 en de kanonneerboot Hr. Ms. Friso van 1915. Hr. Ms. Hefring werd daarop naar Durgerdam gezonden en als drijvende batterij gepositioneerd achter de versperring van afgezonken schepen in het Buiten-IJ.
Na de Duitse inval in Nederland op 10 mei 1940 werd de kanonneerboot Hr. Ms. Brinio aan het IJsselmeerflottielje toegevoegd en op 12 mei werden de mijnenvegers Hr. Ms. Abraham van Hulst en Hr. Ms. Pieter Florisz toegevoegd. De Koninklijke Marine rekende daarnaast ook op hulp van haar bondgenoten, maar deze bleef beperkt tot drie Britse motortorpedoboten op 13 mei, die slechts één dag bleven. Wel werd op 14 mei de, vanuit de Rijn terugtrekkende, rivierkanonneerboot Hr. Ms. Freyr als drijvende batterij toegevoegd bij haar zusterschip Hr. Ms. Hefring in de Buiten-IJ.
Na het stoppen van de opmars van de 1. Kavalleriedivision onder commando van General-Major Feldt in Friesland als gevolg van hevige weerstand bij Stelling Kornwerderzand werd door verschillende schepen een agressieve verkenningstocht ondernomen bij de Friese IJsselmeerhavens, die in veel gevallen gesperd waren of onbruik gemaakt waren. Zo werd o.a. de door Duitsers opgestarte stoomveerboot C. Bosman in Stavoren zwaar beschadigd door de 10,5 cm batterij van Hr. Ms. Friso. Ook werd een van de Duitse vuurmonden uitgeschakeld. De Duitsers zagen in dat een eventuele oversteek gepaard zou gaan met hoge verliezen en staakten vooralsnog de invasiepogingen. Hr. Ms. Z 3 ging naar Urk om de 180 botters en andere vaartuigen weg te zenden en de haven te versperren met drie eerder gevangengenomen Duitse rijnaken en drie baggerbakken. Daarna bleef ze in de buurt patrouilleren tot namiddag van 14 mei.
Op 14 mei werd het bombardement op Kornwerderzand hervat door de Duitse artillerie, maar met zwaar en goed gecoördineerd tegenvuur van Hr. Ms. Johan Maurits van Nassau vanuit het Waddengat werd de Duitse artillerie tot zwijgen gebracht. General-Major Feldt besloot daarop toch tot een aanval over het IJsselmeer.
De Luftwaffe stond ondertussen de 1. Kavalleriedivision bij in de laatste fase van de meidagen en ging op zoek naar de schepen van het IJsselmeerflottielje. Op 12 mei werd Hr. Ms. Friso na zijn geslaagde aanval aangevallen door negen JU-88 vliegtuigen. Deze kreeg een voltreffer en sloeg lek en maakte slagzij. Na de luchtaanval kon de bemanning overstappen op de Hr. Ms. Abraham van der Hulst met luchtdekking van Hr. Ms. Pieter Florisz. Bij deze aanval verloren drie mannen hun leven. Hr. Ms. Brinio kreeg de opdracht om de plaats van Hr. Ms. Friso in te nemen. Deze werd onder vuur genomen van drie Duitse bommenwerpers en raakte beschadigd waardoor het schip water maakte en moest deze uitwijken naar Enkhuizen voor spoedreparaties.
De overgave van Nederland op 14 mei leidde tot een reeks tegenstrijdige orders voor het IJsselmeerflottielje, waardoor een aantal schepen naar Enkhuizen voer in plaats van naar Engeland. Ten slotte kregen de bemanning van de schepen het sein om de schepen tot zinken te brengen. Daarmee kwam een einde aan het bestaan van het IJsselmeerflottielje. Het afzinken van de eigen schepen vond niet afdoende plaats, daar de meeste schepen gelicht konden worden en in dienst van de Duitsers konden worden ingezet of gesloopt werden. De motorsleepboten werden allemaal door de Duitsers als krijgsbuit in beslag genomen. Een aantal overleefde de oorlog en vervielen aan de Nederlandse Staat.